# Décembre 1650
Le mois de décembre 1650 est le 12e mois de l'année 1650.

## Événements
- 15 décembre : bataille de Rethel

## Naissances
- 3 décembre : Auguste de Saxe-Weissenfels (mort le 11 août 1674), prince de Saxe-Weissenfels et prévôt de Magdebourg
- 15 décembre : Jacques Bernus (mort le 25 mars 1728), sculpteur français
- 16 décembre : Alexander Hermann von Wartensleben (mort le 26 janvier 1734), général prussien
- 17 décembre : Christoph Arnold (mort le 15 avril 1695), astronome allemand
- 25 décembre : Claude Aveneau (mort le 14 septembre 1711), missionnaire jésuite de la Nouvelle-France

## Décès
- 1er décembre : Martin Peerson (né en 1572), compositeur
- 2 décembre : Charlotte Marguerite de Montmorency (née le 11 mai 1594), princesse de Condé
- 13 décembre
  - Charles-Christophe de Mazancourt (né en 1608), lieutenant général de l'armée royale française
  - Phineas Fletcher (né le 8 avril 1582), écrivain britannique
- 16 décembre : Uemura Iemasa (né en 1589), daimyo
- 28 décembre
  - Bartul Kašić (né le 4 septembre 1575), prêtre jésuite croate
  - Livin de Hondt (né en 1580), carme flamand, propagateur de la Réforme de Touraine aux Pays-Bas
- 31 décembre : Dorgon (né le 17 novembre 1612), Prince et régent mandchou, ayant gouverné la Chine en tant que régent de l'Empereur Shunzhi de 1643 à 1650. Responsable de la loi obligeant les Hans à porter une longue natte